# Batanes
Batanes là tỉnh nhỏ nhất trong số các tỉnh của nước Cộng hòa Philippines, cả về dân số và diện tích đất. Tỉnh lỵ là Basco.
Tỉnh này bao gồm 10 hòn đảo, được gọi là Quần đảo Batanes, có vị trí khoảng 162 km về phía bắc đảo Luzon qua eo biển Luzon và là được xếp là một phần của Vùng Thung lũng Cagayan thuộc Luzon. Trong nhóm hải đảo này, chỉ có người ở các hòn đảo lớn nhất là Itbayat, Batan và Sabtang.
Các đảo Batanes được ngăn cách với quần đảo Babuyan của tỉnh Cagayan qua eo Balintang và ngăn cách với Đài Loan qua eo biển Bashi.
Các đảo cực Bắc của tỉnh, cũng như của Philippines, là đảo Mavudis (Yami). Các đảo khác là Misanga, Siayan, Itbayat, Dinem, Batan, Sabtang, Ivuhos, và Dequey. Chỉ có bốn hòn đảo lớn nhất (Batan, Ivuhos, Itbayat và Sabtang) là có người sinh sống.
Batanes cách khoảng 190 km về phía nam Đài Loan.

## Nhân khẩu

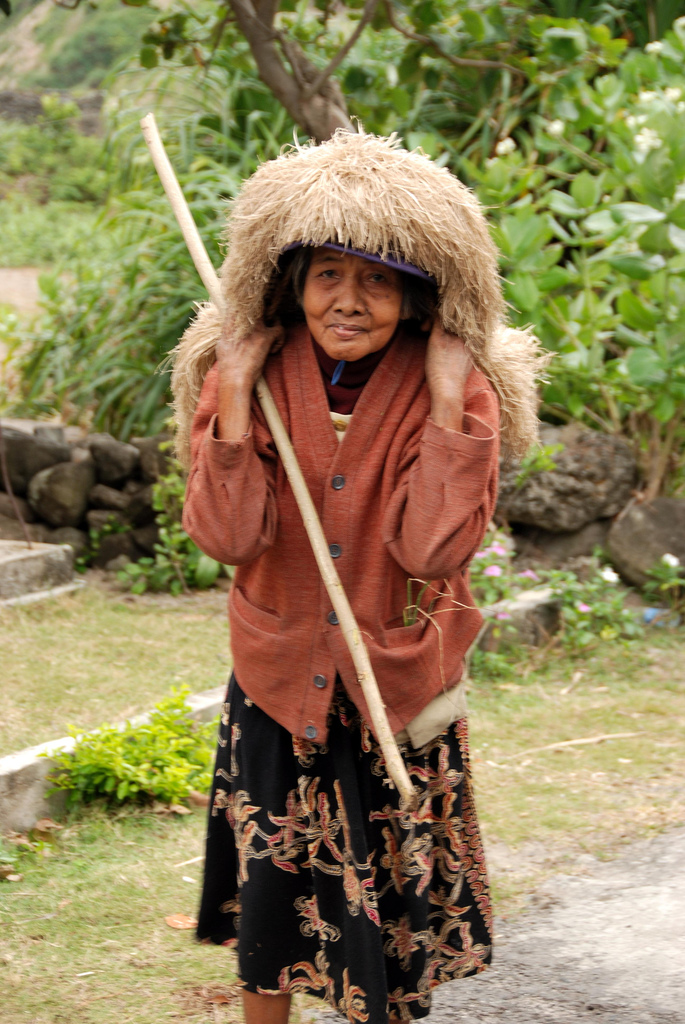
Một phụ nữ người Ivatan

Những người dân ở Batanes được gọi là người Ivatan, họ có sự tương đồng về văn hóa và ngôn ngữ từ thời tiền sử với những người ở quần đảo Babuyan và người Tao của đảo Lan Tự, Đài Loan.
Ngôn ngữ chính được nói ở Batanes là tiếng Ivatan, được nói trên các đảo Batan và Sabtang, và tiếng Itbayat, được nói chủ yếu trên đảo Itbayat. Tiếng Ivatan chiếm ưu thế trên địa bàn tỉnh và được coi là thuộc ngữ hệ Nam Đảo (Austronesia]. Từ cấp độ đại học xuống dưới cấp tiểu học, ngôn ngữ này được nói rộng rãi..

### Khu tự quản
Batanes có 6 khu tự quản
| - Basco - Itbayat - Ivana | - Mahatao - Sabtang - Uyugan |

## Picture gallery

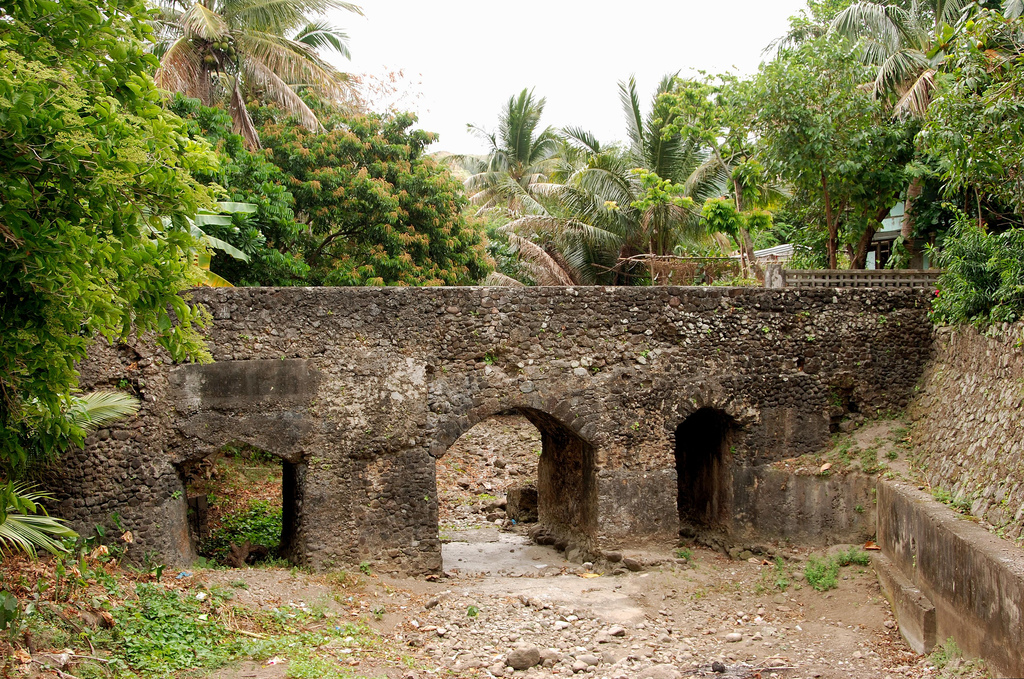
Một cây cầu do người Tây Ban Nha xây dựng ở đảo Ivana
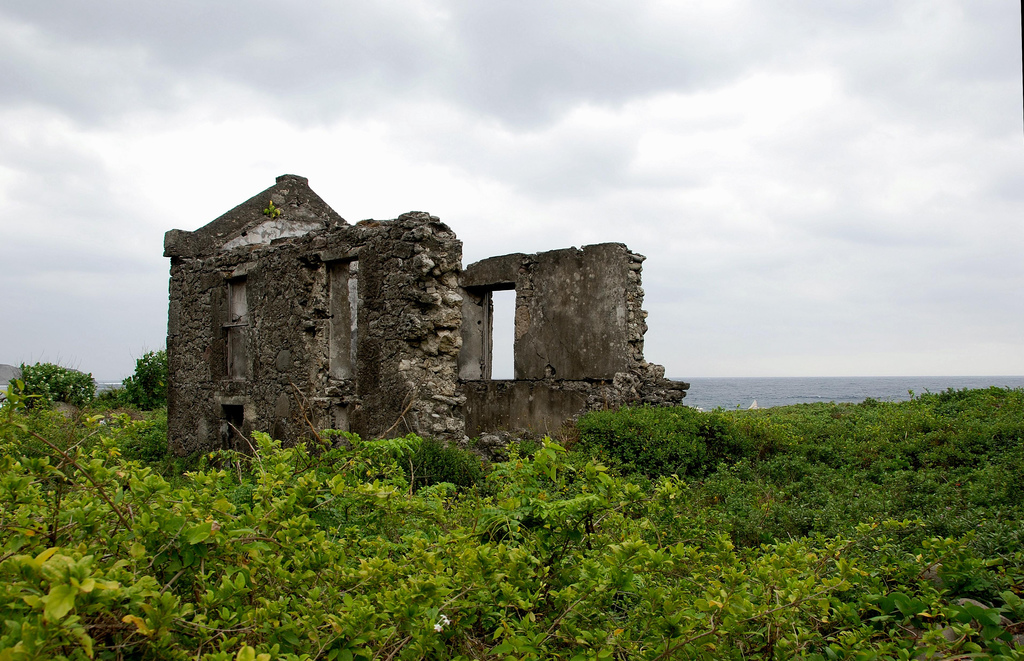
Sitio Songsong
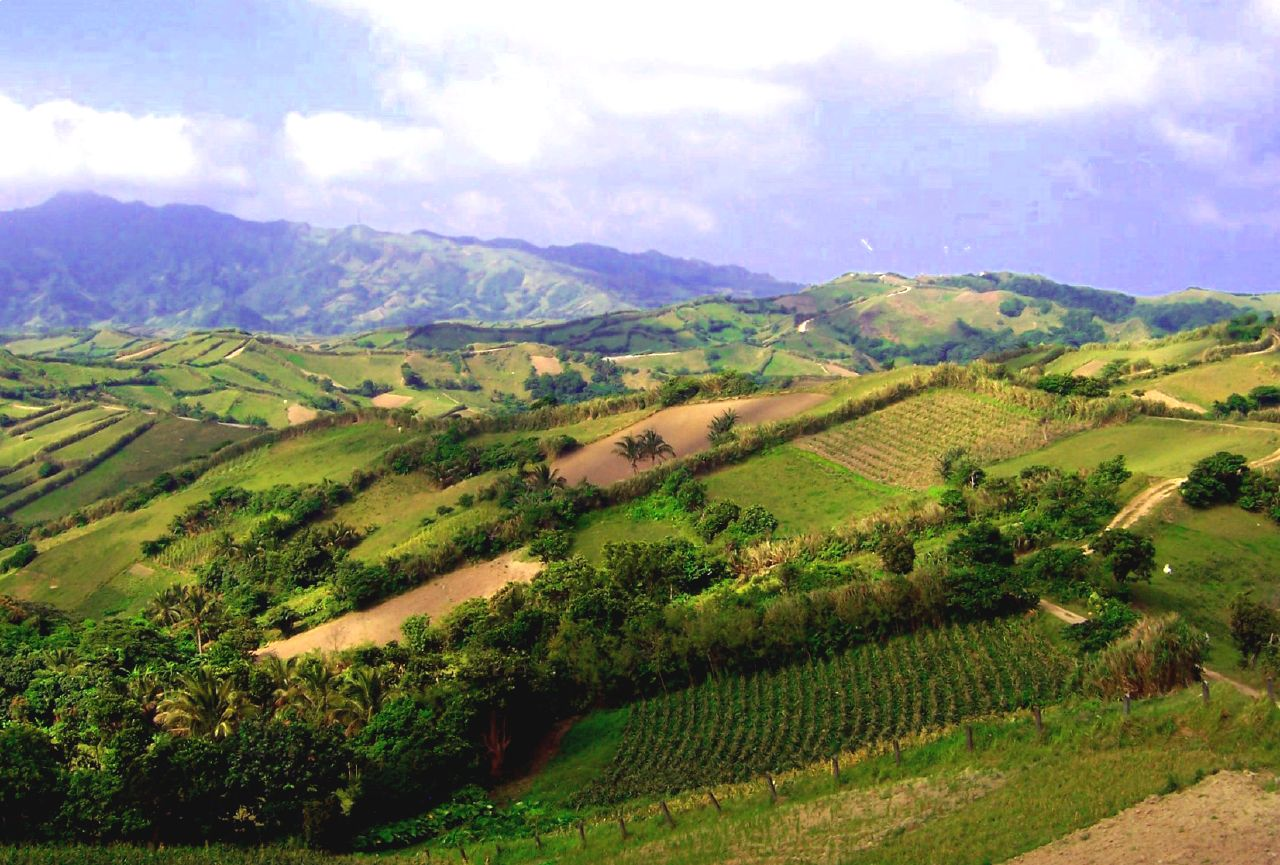
Hình ảnh núi đồi Batanes